# Psaume 21 (20)
Le psaume 21 (20 selon la numérotation grecque) est attribué à David. Prière louant la faveur accordée par l'Éternel à un roi non nommé. Pour les chrétiens, ce roi est le Christ.

## Texte
N.B. S’il y a conflit de numérotation des versets entre l’hébreu et le latin, c’est l’original hébreu qui prévaut et la traduction française le suit. Par contre, le latin ne se plie pas à la numérotation affichée. Les numéros de versets s'appliquent au texte latin, mais la traduction est décalée par endroits.
| verset | original hébreu                                         | traduction française de Louis Segond | Vulgate latine                                                                                              |
| ------ | ------------------------------------------------------- | --- | --- |
| 1      | לַמְנַצֵּחַ, מִזְמוֹר לְדָוִד                                       | [Au chef des chantres. Psaume de David.]                                                                                                   | [in finem psalmus David]                                                                                    |
| 2      | יְהוָה, בְּעָזְּךָ יִשְׂמַח-מֶלֶךְ; וּבִישׁוּעָתְךָ, מַה-יגיל (יָּגֶל) מְאֹד        | Éternel ! le roi se réjouit de ta protection puissante. Oh ! comme ton secours le remplit d’allégresse !                                   | Domine in virtute tua laetabitur rex et super salutare tuum exultabit vehementer                            |
| 3      | תַּאֲוַת לִבּוֹ, נָתַתָּה לּוֹ; וַאֲרֶשֶׁת שְׂפָתָיו, בַּל-מָנַעְתָּ סֶּלָה             | Tu lui as donné ce que désirait son cœur, et tu n’as pas refusé ce que demandaient ses lèvres. [Pause]                                     | desiderium animae eius tribuisti ei et voluntate labiorum eius non fraudasti eum [diapsalma]                |
| 4      | כִּי-תְקַדְּמֶנּוּ, בִּרְכוֹת טוֹב; תָּשִׁית לְרֹאשׁוֹ, עֲטֶרֶת פָּז               | Car tu l’as prévenu par les bénédictions de ta grâce, tu as mis sur sa tête une couronne d’or pur.                                         | quoniam praevenisti eum in benedictionibus dulcedinis posuisti in capite eius coronam de lapide pretioso    |
| 5      | חַיִּים, שָׁאַל מִמְּךָ--נָתַתָּה לּוֹ; אֹרֶךְ יָמִים, עוֹלָם וָעֶד              | Il te demandait la vie, tu la lui as donnée, une vie longue pour toujours et à perpétuité.                                                 | vitam petiit a te et tribuisti ei longitudinem dierum in saeculum et in saeculum saeculi                    |
| 6      | גָּדוֹל כְּבוֹדוֹ, בִּישׁוּעָתֶךָ; הוֹד וְהָדָר, תְּשַׁוֶּה עָלָיו                | Sa gloire est grande à cause de ton secours ; tu places sur lui l’éclat et la magnificence.                                                | magna gloria eius in salutari tuo gloriam et magnum decorem inpones super eum                               |
| 7      | כִּי-תְשִׁיתֵהוּ בְרָכוֹת לָעַד; תְּחַדֵּהוּ בְשִׂמְחָה, אֶת-פָּנֶיךָ               | Tu le rends à jamais un objet de bénédictions, tu le combles de joie devant ta face.                                                       | quoniam dabis eum benedictionem in saeculum saeculi laetificabis eum in gaudio cum vultu tuo                |
| 8      | כִּי-הַמֶּלֶךְ, בֹּטֵחַ בַּיהוָה; וּבְחֶסֶד עֶלְיוֹן, בַּל-יִמּוֹט                | Le roi se confie en l’Éternel ; et, par la bonté du Très-Haut, il ne chancelle pas.                                                        | quoniam rex sperat in Domino et in misericordia Altissimi non commovebitur                                  |
| 9      | תִּמְצָא יָדְךָ, לְכָל-אֹיְבֶיךָ; יְמִינְךָ, תִּמְצָא שֹׂנְאֶיךָ                  | Ta main trouvera tous tes ennemis, ta droite trouvera ceux qui te haïssent.                                                                | inveniatur manus tua omnibus inimicis, tuis dextera tua inveniat omnes qui te oderunt                       |
| 10     | תְּשִׁיתֵמוֹ, כְּתַנּוּר אֵשׁ-- לְעֵת פָּנֶיךָ:יְהוָה, בְּאַפּוֹ יְבַלְּעֵם; וְתֹאכְלֵם אֵשׁ | Tu les rendras tels qu’une fournaise ardente, le jour où tu te montreras ; l’Éternel les anéantira dans sa colère, et le feu les dévorera. | pones eos ut clibanum ignis in tempore vultus tui Dominus in ira sua conturbabit eos et devorabit eos ignis |
| 11     | פִּרְיָמוֹ, מֵאֶרֶץ תְּאַבֵּד; וְזַרְעָם, מִבְּנֵי אָדָם                       | Tu feras disparaître leur postérité de la terre, et leur race du milieu des fils de l’homme.                                               | fructum eorum de terra perdes et semen eorum a filiis hominum                                               |
| 12     | כִּי-נָטוּ עָלֶיךָ רָעָה; חָשְׁבוּ מְזִמָּה, בַּל-יוּכָלוּ                    | Ils ont projeté du mal contre toi, ils ont conçu de mauvais desseins, mais ils seront impuissants.                                         | quoniam declinaverunt in te mala cogitaverunt consilia quae non potuerunt stabilire                         |
| 13     | כִּי, תְּשִׁיתֵמוֹ שֶׁכֶם; בְּמֵיתָרֶיךָ, תְּכוֹנֵן עַל-פְּנֵיהֶם                 | Car tu leur feras tourner le dos, et avec ton arc tu tireras sur eux.                                                                      | quoniam pones eos dorsum in reliquis tuis praeparabis vultum eorum                                          |
| 14     | רוּמָה יְהוָה בְעֻזֶּךָ; נָשִׁירָה וּנְזַמְּרָה, גְּבוּרָתֶךָ                    | Lève-toi, Éternel, avec ta force ! nous voulons chanter, célébrer ta puissance.                                                            | exaltare Domine in virtute tua cantabimus et psallemus virtutes tuas                                        |

## Usages liturgiques

### Dans le christianisme

#### Dans le rite byzantin
Ce psaume, conjointement avec le psaume 20, constitue l'entrée royale de l'orthros (c'est-à-dire l'office des Matines dans le rite byzantin) : ces deux psaumes sont attribués au roi David ; tous deux évoquent la faveur accordée par l'Éternel à un oint (psaume 20) ou à un roi (psaume 21) que les chrétiens tiennent pour le Christ.

## Mise en musique
- Marc-Antoine Charpentier compose vers 1675, sur le texte de ce psaume une Prière pour le Roi "Domine in virtute tua", H.164 pour 3 voix, 2 dessus instrumentaux, et basse continue.